# 213 Pułk Piechoty (1920)
213 ochotniczy pułk piechoty (213 pp) – oddział piechoty Wojska Polskiego w II Rzeczypospolitej okresu wojny polsko-bolszewickiej.

## Formowanie i zmiany organizacyjne
213 ochotniczy pułk piechoty  sformowany został przez Policję Państwową. W jego skład wchodziły 4 bataliony. Żołnierze – policjanci rekrutowali się w większości ze środowiska weteranów wielkiej wojny. Pułk posiadał dobrze wyszkoloną kadrą oficerską i podoficerską.

## Działania pułku na froncie
213 pułk piechoty  skierowany został do walk na przedpolach Warszawy. Po sukcesie wojsk polskich, wziął udział w pościgu za uchodzącymi oddziałami Armii Czerwonej. Następnie został przetransportowany do Galicji na front południowy, a 13 października objął służbę nad Zbruczem. Po zakończeniu wojny został rozformowany, a większość żołnierzy wróciła do pracy w policji.